# Kategorisering
Kategorisering är en process varvid objekt, personer, idéer eller händelser grupperas tillsammans utifrån gemensamma attribut, egenskaper eller relationer. Kategorisering är en grundläggande mekanism hos både människor och djur. Att placera olika företeelser i samma kategori innebär att vi tar fasta på vissa av deras egenskaper och bedömer att de är lika. Genom att vi tar fasta på bara vissa egenskaper, bortser vi från andra där företeelserna kan vara olika. Processen organiserar och strukturerar information på ett effektivt sätt, vilket underlättar förståelse, kommunikation och beslutsfattande.
All  kognitiv aktivitet innefattar ett moment av implicit (automatisk, omedveten) kategorisering av omvärlden som vi behöver för att kunna bearbeta informationen vidare.
George Lakoff, professor i kognitiv lingvistik vid  Berkeley, uttryckte detta som:
| ” | Ingenting är mer grundläggande än kategorisering för hur vi tänker, varseblir, agerar och talar. | „ |

## Framhävning, maskering och smitta
Att rikta uppmärksamheten mot enbart vissa egenskaper har ibland kallats framhävningseffekten. Vi framhäver betydelsen av de egenskaper som kategoriseringen är inriktad på. Att vi därigenom bortser från andra egenskaper kan kallas maskeringseffekten. Vi döljer för oss själva de skillnader som vi inte upplever som lika viktiga. Dessutom har vi en tendens att uppfatta medlemmarna i en kategori som mer lika än de är. Vi tillskriver helt enkelt alla medlemmar egenskaper som bara vissa av dem faktiskt har. Detta kallas smittoeffekten och utnyttjas  retoriskt både vid smutskastning (guilt by association) och rentvagning (innocence by association).

## Varseblivning och erfarenhet
Vi måste kategorisera det vi  varseblir för att kunna använda våra erfarenheter. Att företeelser liknar varandra innebär att vi har kategoriserat dem likadant, och att vi därmed kan tillämpa våra kunskaper om tidigare objekt eller situationer på de nya. Utan kategorisering skulle exempelvis varje ny bilmodell vi möter på gatan vara ett fullständigt okänt fenomen som vi inte skulle kunna förhålla oss till förrän vi lärt känna just den modellen närmare. Vår självklara kategorisering av bilar i vardagen visar hur snabb och omedveten kategoriseringsmekanismen kan vara. Genom kategorisering förenklar vi all den information vi ständigt utsätts för. Det skyddar oss mot kognitiv överbelastning,
och gör det möjligt för oss att snabbt få en uppfattning om företeelser i vår omgivning så att vi kan välja ett förhållningssätt till dem. När vi har lyckats förenkla något, upplever vi att vi har förstått det.

## Principiella resonemang och kommunikation
För att kunna föra ett principiellt resonemang måste vi använda oss av kategorier. Det är genom att flera likartade företeelser kan passa in i något av resonemangets kategorier som utsagan kan användas i mer än ett specialfall. "Elever får inte röka i skolans lokaler" skulle utan kategorierna elev och lokal bli en nästan oändlig följd av satser för alla varianter av att en viss person inte får röka i ett visst rum.
När vi själva varseblir,  tänker och agerar, skulle det räcka det med att ha en privat uppsättning kategorier. Men för att kunna  kommunicera med andra måste vi använda kategorier som är gemensamma. Annars blir vi inte förstådda.
I tal eller skrift utgör orden bara en mycket liten bråkdel av all den information som rör sig i talarens eller författarens huvud, och som det är meningen att även lyssnaren eller läsaren ska uppleva. Tal och skrift är så långsamma kommunikationskanaler mätt i bitar per sekund, så för att hinna överföra ett budskap på rimlig tid måste vi gallra bort all information som det räcker att underförstå. Avsikten med det lilla som överförs är att det ska utgöra tillräckliga ledtrådar till avsändarens associationsrum så att mottagaren i sitt huvud kan återskapa ett likadant associationsrum och uppleva det avsändaren har i sitt huvud. För att detta ska fungera, måste parterna ha gemensamma referensramar, vilket är ganska troligt om de tillhör samma grupp eller kultur.
Om man säger "Igår ringde en polack på min dörr", verkar det uppenbart att ordet polack är valt för att framkalla en värld av associationer om kategorin "polacker". De följande meningarna kommer man då att försöka tolka i ljuset av dessa associationer.
När vi kategoriserar en person eller ett objekt, kontrollerar vi ofta vår bedömning genom att jämföra med vad andra tycker. Vi har en tendens att antingen anpassa vår kategorisering till deras åsikter, eller att hålla fast vid vår egen kategorisering men istället ta visst avstånd från dessa personer.
Detta hjälper till att göra kategorier gemensamma inom en grupp eller en kultur.

## Kategorisering av människor
Kategorisering av objekt, exempelvis stolar och bord, brukar vara ganska neutralt och okontroversiellt. Däremot har kategorisering av människor ofta en stark social laddning därför att det utgör en gruppdefinition. För varje sätt att dela in människor i kategorier skiljer vi noga mellan den grupp vi själva tillhör (ingruppen, ibland egengruppen) och andra grupper (utgrupper, ibland främlingsgrupper). Om en kategori nämns, avgör vi snabbt om vi själva tillhör den eller inte. Sociala grupper ger oss en social identitet, och denna identitet påverkar hur vi ser på andra grupper.
Att kategorisera människor, associera kategorierna med vissa egenskaper och därefter betrakta enskilda personer i kategorin som bärare av dessa egenskaper, är definitionen på stereotyper.
Man kan betrakta stereotyper som en följd av att vi kategoriserar när vi varseblir andra människor, eftersom vi använder kategoriseringen för att göra förutsägelser om dem. Användningen av stereotyper gör vår mentala bearbetning snabb och hjälper oss att upprätthålla en positiv social identitet,
men kan också orsaka misstag.